# Escudo de Pesoz
El escudo del concejo asturiano de Pesoz es medio partido y cortado
- En el cuarto superior izquierdo, sobre campo de azur, está representada la Cruz de los Ángeles en referencia a su pasado eclesiástico.

- El cuarto superior derecho, representa a una torre flanqueada por dos espigas, de la que sale un cuervo coronado de una corona nobiliaria (cuerno de la abundancia). Este cuartel simboliza el poder que tenía el Concejo de Castropol en buena parte del occidente Astur.

- En la parte inferior, vemos un castillo de piedra flanqueado en la puerta por un busto de hombre, tocando un cuerno de caza de plata. Este último cuarto representa las armas de la familia Ron.

Al timbre corona de Príncipe de Asturias.
Todo el conjunto del escudo fue ideado por Octavio Bellmunt y Fermín Canella para ilustrar su obra "Asturias".
- Datos: Q5838197